# Адемар (князь Капуи)
Адемар — герцог Сполето в 998—999 годах, князь Капуи в марте-июле 1000 года.

## Биография
Адемар был сыном капуанского клирика Бальзамо и воспитывался при дворе императора Оттона II Рыжего вместе с будущим Оттоном III. В декабре 998 года Оттон III, желая ослабить влияние могущественного маркграфа Тосканского Гуго Великого, присоединившего к своим владениям герцогство Сполето, назначил герцогом Сполето своего друга детства Адемара. В 999 году Адемар сопровождал Оттона III в южноитальянской кампании. Во время похода Оттон III низложил капуанского князя Лайдульфа за братоубийство и в марте 1000 года назначил Адемара князем Капуи. Затем Оттон III арестовал и отправил в Германию неаполитанского герцога Иоанна IV, оставив Адемара управлять и этим герцогством. Однако уже в июле 1000 года жители Капуи изгнали Адемара и избрали князем Ландульфа VII.